# Frontières des Tonga

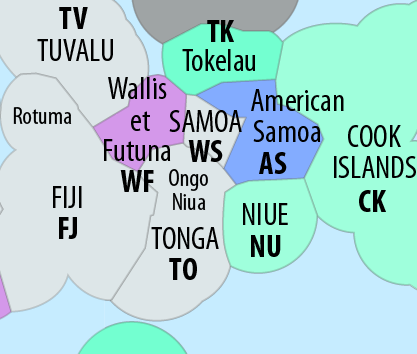
Les frontières maritimes des Tonga, correspondant à sa zone économique exclusive (en gris, TO).

Les Tonga, État archipélagique d'Océanie, ont des frontières maritimes avec cinq pays :les États-Unis, les Fidji, la France, la Nouvelle-Zélande et les Samoa.
Au sud de la zone économique exclusive des Tonga se trouvent des eaux internationales de l'Océan pacifique.
Seule la frontière entre les Tonga et la France a fait l'objet d'un traité bilatéral. Il existe un différend entre les Tonga et les Fidji sur la délimitation de leur frontière, les deux pays revendiquant la souveraineté des récifs de Minerva.

## Frontières
Les Tonga possèdent des frontières avec les cinq pays suivants :
- Les États-Unis (avec les Samoa Américaines) au nord ;
- Les Fidji, à l'ouest ;
- La France (avec Wallis-et-Futuna) au nord-ouest ;
- La Nouvelle-Zélande (avec Niue) à l'est ;
- Les Samoa au nord-est

## Histoire

### Délimitations
Les premières frontières du royaume des Tonga sont établies le 24 août 1887 par le roi des Tonga George Tupou Ier et consistent en une zone rectangulaire s'étendant du 15° sud au 23°30' sud et au 173° ouest jusqu'au 177° ouest. Cela forme une zone de 385 000 km2. À l'époque, ces frontières ne sont pas contestées. Les Tonga sont ensuite un protectorat britannique à partir de 1900 jusqu'à leur indépendance en 1970.
En 1973, les Tonga affirment leur souveraineté sur les eaux territoriales, comprises dans le rectangle de 1887. En 1978, les frontières des Tonga sont fixées dans une loi promulguée par le gouvernement tongien, avec des eaux territoriales situées à 12 milles marins des côtes et une zone économique exclusive à 200 miles marins des côtes. Toutefois, aucune coordonnée précise n'est écrite dans cette loi.
En 1980, la France signe une convention avec les Tonga qui fixe la frontière entre les deux pays, entre l'île de Futuna (Wallis-et-Futuna) et l'île tongienne de Niuafo'ou, selon la méthode de l'équidistance. Il s'agit du seul pays avec lequel les Tonga ont fixé la frontière par un traité bilatéral.
En 2022, Niue et les Tonga débutent des discussions pour fixer la frontière entre la Nouvelle-Zélande (dont dépend Niue) et les Tonga.

### Frontière entre les Fidji et les Tonga
La frontière entre les Fidji et les Tonga fait l'objet d'un conflit territorial autour des récifs de Minerva. Des liens historiques existent entre les deux pays, et les récifs de Minerva sont utilisés depuis plusieurs siècles par les insulaires des deux nations, en particulier comme zone de pêche. Les fidjiens possèdent notamment un droit de pêche traditionnel sur ces récifs, le qoliqoli ; ils sont aussi utilisés pour la pêche par les Maoris de Nouvelle-Zélande. Le noble tongien Enele Maʻafu arrive aux Fidji en 1848 et devient un des chefs les plus puissants du pays. Il réside dans l'archipel de Lau et assez rapidement, proclame l'appartenance de ces îles au royaume des Tonga. Il renomme notamment les îles Ono-i-Lau (en), proches des récifs de Minerva, en Ono-i-Tonga. En 1887, le roi des Tonga George Tupou Ier réfute cette prétention territoriale, en affirmant que l'archipel de Lau reste sous souveraineté fidjienne. Entre temps, en 1874, les Fidji sont passés sous souveraineté britannique ; le pays recouvre son indépendance en 1970.
D'autre part, en 1971, un groupe de libertariens américains décide de créer une micronation située sur les récifs de Minerva, et fait venir d'Australie des barges de sable pour créer une île artificielle. En 1972, ils proclament la République de Minerva, plantant un drapeau, frappent leur propre monnaie avec le visage de la déesse Minerve, et impriment des timbres à l'effigie de leur micronation. L'objectif est de créer un paradis fiscal pouvant accueillir plusieurs dizaines de milliers d'habitants. Une semaine plus tard,une expédition tongienne menée par les forces armées du pays et le roi des Tonga débarque sur les récifs (appelés en tongien Teleki Tokelau et Teleki Tonga) pour réaffirmer la souveraineté des Tonga sur les récifs de Minerva, et y plantent un drapeau tongien. Cette revendication est appuyée au forum des îles du Pacifique de 1972 par les autres États insulaires. Cela augmente la zone économique exclusive des Tonga de 194 000 km2, tandis que celle des Fidji diminue de 64 000 km2.
Le différend entre les Tonga et les Fidji ressurgit en 2011. Les Tonga ont déposé leur revendication auprès des Nations unies, en vertu de la Convention des Nations unies sur le droit de la mer de 1973 ; les Fidji, en réponse, déposent une contre-revendication concernant les récifs de Minerva, arguant qu'ils se trouvent dans leur zone économique exclusive et leur plateau continental. Les Fidji estiment également que cela a été reconnu par les différents États du Pacifique et plusieurs institutions internationales d'Océanie au fil des années. En 2011, alors que les Fidji proclament leur souveraineté sur MInerva, les Tonga installent une île artificielle et des balises de navigation. En mai, la marine fidjienne réplique en détruisant ces balises, ce qui ravive les tensions entre les deux pays.